# Malik Hooker
Malik Hooker (New Castle, Pensilvania, 2 de abril de 1996) es un jugador profesional estadounidense de fútbol americano que se desempeña en la posición de safety en Dallas Cowboys, equipo de la National Football League (NFL).

## Carrera
Fue seleccionado en la primera ronda en la Reunión Anual de Selección de Jugadores de la NFL de 2017. Hizo su debut profesional con el equipo Indianapolis Colts, en el cual jugó cuatro temporadas (2017-2021), posteriormente pasó a Dallas Cowboys, donde lleva jugando tres temporadas.